# ODSカラム
ODSカラム とは、高速液体クロマトグラフィー (HPLC) 分析に用いるカラムの一種で、ODS ＝オクタデシルシリル(Octa Decyl Silyl) 基 (C18H37Si) で表面が修飾された化学結合型多孔性球状シリカゲルが固定相として充填されているタイプのもの。C18カラムとも呼ぶ。逆相クロマトグラフィーに用いられる。化合物が持つ疎水性相互作用の違いによって分離できるため、各種HPLCカラムのうちでも高い汎用性を持ち、分析化学の領域で広く用いられる。

## 概説
一般には平均粒子径5μm、平均細孔径6～10nmの球状で多孔性のシリカゲルに、ジメチルオクタデシルクロロシラン(C18H37(CH3)2SiCl) のようなシランカップリング剤を反応させて調製する。化学結合型シリカゲル系充填剤には、用いるシリル化剤の種類によって、ODSの他に、オクチル、フェニル、シアノプロピル、アミノプロピルなどの基で修飾されたさまざまなタイプのものがあり、分析目的によってカラムを使い分ける必要がある。このような充填剤の使用可能なpHの範囲は概ねpH2～8であるが、これはアルカリ側ではシリカの溶解が起こり、またpH2以下の強酸側ではSi-C結合の切断が生じてしまうためである。耐アルカリ性を改善したカラムとしてはシリカゲルをポリマーでコーティングしたものや、合成ポリマー表面にオクタデシル基を導入したカラムが用いられる。
ODSカラムは先述通り疎水性相互作用により保持することができ、オクタデシル基の化学修飾量やシリカゲルの表面積によって保持力が異なる。また、2次的な相互作用（吸着）が起こるとピーク形状が悪化する場合がある。そのため、吸着を抑制するためにエンドキャップ（不活性化）という処理を施す場合があるが、その方法は多種多様であり、カラムの不活性度の性能差に表れる。充填される粒子の均一性や残存シラノール基の割合などにより分離性能は変わるなど、このようにODSは、様々な要素によって分離挙動やピーク形状が変わるため、カラムの選択が重要視されている。

## 主な代表的なODS(C18)HPLCカラム
- アジレント：Zorbax Eclipse Plus C18
- ジーエルサイエンス：InertSustain C18
- 資生堂：Capcell Pak C18 MG3
- ワイエムシイ　YMC-Triart C18